# W. Grant McMurray
W. Grant McMurray (* 12. Juli 1947) ist der siebte Prophet-Präsident der Gemeinschaft Christi (1996–2004). Er war die erste Person, die kein Nachfahre von Joseph Smith war, die Präsident der Kirche wurde. Unter seiner Kirchenleitung änderte die Reorganisierte Kirche Jesu Christi der Heiligen der Letzten Tage (RHLT-Kirche) ihren Namen um in Gemeinschaft Christi.

## Biographie
William (Grant) McMurray wurde geboren in Toronto, Kanada. Seine Eltern waren beide Mitglieder der RHLT-Kirche. Er lebte in Toronto bis zu seinen Jugendjahren. Danach zogen seine Eltern mit ihm nach Independence in die Vereinigten Staaten. Seine Mutter wurde dort Angestellte im Hauptquartier der RHLT-Kirche. Er besuchte die Graceland University und die Saint Paul School of Theology in Kansas City. Dort erwarb er einen Master in Theologie und wurde damit der erste Präsident der RHLT-Kirche der ein Seminar besucht hatte und einen solchen Titel erwarb.
Im Jahre 1973 wurde McMurray Angestellter der historischen Abteilung der RHLT-Kirche. Im Jahre 1982 wurde McMurray der weltweite Sekretär der Kirche und im Jahre 1992 wurde er berufen als Ratgeber für den damaligen Präsidenten der Kirche, Wallace B. Smith. Als Ratgeber war McMurray ein Mitglied in der Ersten Präsidentschaft der RHLT-Kirche.
Im Jahre 1995 gab Smith seinen Rücktritt bekannt und berief McMurray als seinen Nachfolger. Dies war das erste Mal, dass jemand, der nicht verwandt ist mit Joseph Smith, ein Präsident der RHLT-Kirche wurde.

## Präsidentschaft und Nachlass
McMurray wurde der Präsident der Kirche im Jahre 1996.
Im Jahre 1997 rief McMurray die Kirche dazu auf, sich auf eine christliche Friedenstheologie zu stützen. Im Jahre 2001 änderte die Kirche ihren Namen um in Gemeinschaft Christi und verwies dabei auf die Kirche Christi und darauf das Christus im Mittelpunkt der Kirche stehen soll. Mit dieser Namensänderung und den weiteren Veränderungen, die er in der Kirche bewirkte, versuchte McMurray eine Gemeinschaft aufzubauen nach dem Modell der Stadt Zions.
McMurray leitete die erste Ordinierung von Frauen zum Amt des Apostels in der Kirche. Außerdem vertiefte und erweiterte er die brüderliche Freundschaft mit der Kirche Jesu Christi der Heiligen der Letzten Tage. Er baute freundliche Beziehungen und gemeinsame historische Bemühungen auf.

## Rücktritt
Am 29. November 2004 trat McMurray als Präsident der Kirche zurück. In seinem Rücktrittsbrief gab er bekannt, dass er aus persönlichen Gründen zurücktritt und dass seine Diagnose mit der Parkinson-Krankheit nichts mit seinem Rücktritt zu tun hat.
Als er später interviewt wurde über seinen Rücktritt, erklärte er, dass es sich um rein persönliche Probleme gehandelt habe, die ihn zu seinem Rücktritt bewogen haben.
Die Kirchenführung gab bekannt, dass Stephen M. Veazey der neue Präsident der Kirche werde. Am 3. Juni 2005 wurde Veazey ordiniert zum Präsidenten der Kirche.